# AK-103
AK-103 je pokročilá verze známé sovětské útočné pušky AK-47, pro náboje 7,62 × 39 mm.
Jde o kombinaci a vylepšený vývoj AK-74 a AK-101 s použitím plastů namísto kovových a dřevěných komponent všude tam, kde je to možné pro snížení celkové hmotnosti. AK-103 může být kombinován s taktickou svítilnou, laserovým zaměřovačem, teleskopickým zaměřovačem, tlumičem nebo vrhačem granátů GP-25.
V ruské armádě je vybavenost útočnou puškou AK-103 limitována pouze pro vybrané jednotky, zároveň je však exportován do jiných zemí jako například Venezuela. Během povstání v červené mešitě v létě roku 2007 v Islamabádu používaly pákistánské speciální jednotky AK-103.[zdroj?]

## Konstrukce
Rozdíly oproti sérii AKM obsahují pozměněné zadní a přední radiální čepy, společně s pravoúhlým plynovým blokem, přední část zaměřovače je ve stylu AK-74, nálitek na bajonet a výstupek pro uchycení příslušenství, je použit černý žebrovaný zásobník na 30 nabojů konstruován ze syntetické pryskyřice (kterýžto je také AKM kompatibilní), z AK-74 používá i tzv. úsťovou brzdu (ta omezuje nežádoucí samozdvih při střelbě), má černou syntetickou pažbu s tepelným štítem.
AK-104 je kompaktní verze AK-103. Kombinuje výhody staršího AKS-74U a novější verze pušek AK-74, disponuje přesnější palbou. Je rovněž konstruován pro munici 7,62 × 39 mm.
Zbraň byla vyvíjena zároveň s AK-103 a AK-101 společně s vylepšenými verzemi AK-74, AKS-74U a AKM .

## Uživatelé

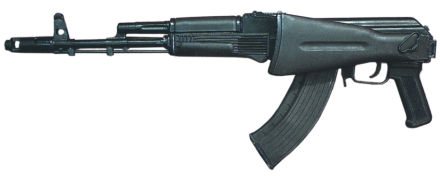
AK-103 se sklopenou pažbou

- Indie – Ruská zbrojovka Ižmaš brzy vydá licenci indickým zbrojním závodům, s kterými jsou vyjednávání v pokročilém stádiu.[1] Mluvčí společnosti Alexander Xavarzin prohlásil „Montáž AK-103 začne během několika málo let a výroba v plném rozsahu započne, jakmile se dořeší přesun technologií“.
- Rusko – útočná puška AK-103 byla schválena pro službu pod ministrem práva ruské federace. Je tedy, mimo jiné, používána personálem, který hlídkuje v trestaneckých koloniích.
- Venezuela – V květnu 2005 venezuelské ministerstvo obrany podepsalo kontrakt s ruskou společností Rosoboronexport pro zakoupení 100 000 útočných pušek AK-103 společně s koupí strojního zařízení a technologií pro domácí výrobu vhodné munice.[2] Venezuela přijala její první dodávku čítající 30 000 kusů útočných pušek 3. června 2006. Druhá dodávka 32 000 AK-103 dorazila 30. srpna. Třetí a zatím poslední dodávka pak 29. listopadu 2006. Útočné pušky AK-103 mají nahradit okolo 60 000 belgických útočných pušek FAL zakoupených v roce 1953, společně s několika dalšími útočnými puškami FAL vyrobenými na místě. Výrobní závod pro ruské útočné pušky v Maracay by měl být plně operativní během roku 2010, s výrobní kapacitou 50 000 kusů za rok.[3][4]
- Saúdská Arábie - v říjnu 2017 ruská společnost Rosoboronexport a Saúdská vojensko-průmyslová společnost (SAMI) podepsaly dohodu o licenční výrobě AK-103 v Saúdské Arábii.